# Placeres Castellanos
Placeres Castellanos Pan (Ponte Caldelas, 11 de enero de 1896 -Vigo, 25 de junio de 1971) fue una maestra, enfermera, periodista y guerrillera española que luchó en la Resistencia francesa contra los nazis.

## Trayectoria
Hija de Ramona Castellanos Pan y Manuel Vidal Boullosa. Se casó con Víctor Fraiz Villanueva, maestro y sindicalista, con el que tuvo siete hijos: Milagros, Salustiano, Consuelo, Víctor, Vicente, Ramón y Manuel.
En 1924 fue elegida secretaria del Comité de Represión y Persecución de la Mendicidad y de Protección de Menores.
Fue la primera mujer militante del Grupo Socialista de Vigo (1933).
El Golpe de Estado de 1936 la sorprendió en Madrid, donde había viajado como miembro de una delegación del Socorro Rojo Internacional con el fin de asistir a una asamblea. Su esposo y uno de sus hijos fueron fusilados. Ella decidió colaborar trabajando en la colonia infantil de la calle de los Madrazo y posteriormente la de Carabanchel. Una vez evacuados todos los niños, trabajó como enfermera, primero en Tarancón, en el hospital "Frente del Jarama", luego en el Hospital del VI Cuerpo de Ejército instalado cerca de Valdelatas, donde fue nombrada encargada del personal de enfermería.
Su salud era precaria, por lo que se vio obligada a trasladarse a Valencia, donde Castellanos publicó algunos de sus escritos de guerra en el diario Nueva Galicia y ejerció como secretaria de Solidaridade Galega Antifeixista.

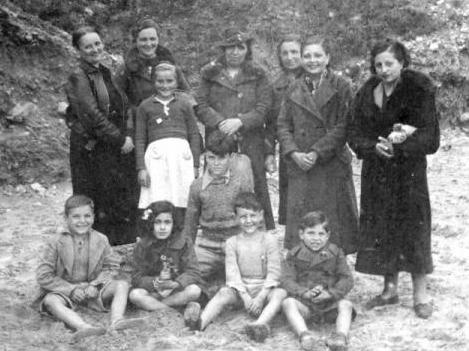
Placeres Castellanos, de pie a la izquierda, en el refugio de Séte, Francia, en 1939, antes de partir hacia el campo de internamiento.

El 18 de marzo de 1939, Castellanos, junto con algo más de ochenta personas, partió del puerto de Grau con destino a Francia en un barco destinado al transporte de naranjas. El día 30 desembarcaron en Sète (Hérault) siendo recibidos por la Cruz Roja francesa y acogidos en los pabellones situados en la playa de La Corniche, acondicionados para los refugiados.
El 30 de junio se instalaron en Ceilhes. En este campo convivieron con emigrantes checoslovacos y Castellanos se registró en el consulado de este país con el nombre falso de Jakoubkova.
En el departamento fronterizo de Ariège volvió a trabajar como enfermera. Fue allí donde le pidieron que se hiciera guerrillera y aceptó. Pasó a formar parte de la 3.ª Brigada de Guerrillas de la fuerza Franc Tireurs de l'Intérieur con el número 35.435. Hizo de enlace y transportó víveres y armas para los maquis.
Cuando los alemanes asaltaron el cuartel de Rimont descubrieron que en Unjot vivía una colaboradora guerrillera. Tuvo que marcharse y durante un tiempo fue acogida por una familia española en Pamiers. En los últimos días, poco antes de la liberación hacía viajes a Unjot, transportando cargas por la noche.
En contacto con el Partido Comunista de España (PCE) y tras la liberación, Castellanos participó en la conferencia nacional de la UNE que tuvo lugar en Toulouse en noviembre de 1944. Posteriormente se instaló en Marsella, donde trabajó como periodista.
Asistió como delegada de Marsella al Congreso Internacional de Mujeres, donde coincidió con activistas de diversas nacionalidades: Dolores Ibárruri, la escritora Muriel Draper, la argentina Ana Rosa de Martínez Guerrero y la egipcia Inji Aflatoun.
En 1945 Castellanos fue invitada a una reunión para organizar políticamente a los gallegos exiliados. Enrique Líster, Manuel Portela Valladares, Xoán Xosé Plá y ella hablaron de una nueva organización que querían poner en marcha en el exilio francés. Así el 12 de diciembre de ese año se convocó la reunión constitutiva del Bloque Republicano-Nacional Gallego.
Fue reconocida en un mural en Vigo en 2021.